# 伊勢えび祭

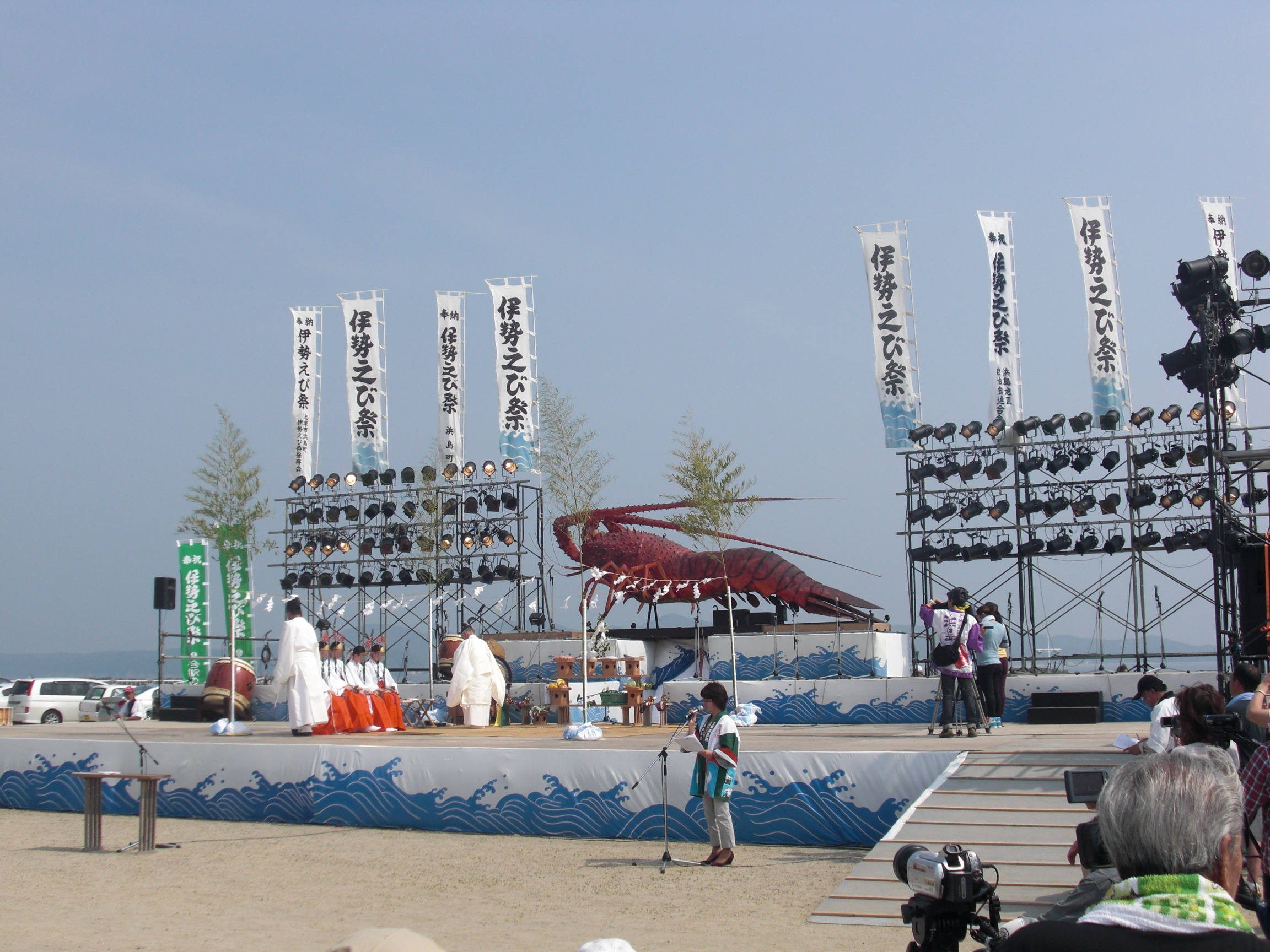
伊勢えび祭（2011年6月4日）
玉串奉納の様子

伊勢えび祭（いせえびまつり）は、三重県志摩市浜島町浜島で毎年6月の第1土曜日に開催される祭り。中日新聞社が後援している。
1961年（昭和36年）に始まった伊勢志摩に初夏の到来を告げる祭りである。祭りの開催月である6月は伊勢えびの禁漁期にあたり、伊勢えびをはじめとした海の幸への感謝と豊漁を願って催行される。また、「6」の形は伊勢えびが尾を丸めた姿によく似ていることから6月開催になったとも言われている。

## 概要
「伊勢えびの町」として地域活性化を図ってきた旧志摩郡浜島町を代表する祭りで、2011年（平成23年）で51回の開催を数える。浜島海浜公園を主会場とし、約2万人の人出がある。
主催者は、浜島町伊勢えび祭保存会。2004年（平成16年）の志摩市発足以降、行政からの独立が進められており、2007年（平成19年）は志摩市より補助金490万円を支給された。
地元の志摩市立浜島中学校ブラスバンド部は、OBらとともにBGMとして演奏を行うなどして祭りを盛り上げている。

## 歴史
浜島町浜島の黒崎海岸で営まれていた、水産物の代表としてのイセエビへの感謝を示し供養する祭典に、昭和30年（1955年）頃に観光振興を意図して行われていた「浜島音頭」の道中踊りを取り入れ、1961年（昭和36年）6月6日に初めて開催した。当時の浜島は、1959年（昭和34年）の伊勢湾台風や1960年（昭和35年）のチリ地震に伴う津波で街が疲弊しており、浜島の再生の思いを込めた祭りとして始められた。この時には磯着姿の海女50人が出演した。
試行錯誤を繰り返し、回を重ねる中で祭りの形は変わっていった。（詳細は公式サイトの「伊勢えび祭の由来と歴史」を参照。）1989年（平成元年）からは国道260号に「夢海道」の愛称が付けられたのを期に踊りなどの催しがここに移り、1991年（平成3年）には大矢浜海水浴場に主会場が移った。また、同年に「じゃこっぺ踊り」が創作された。 2002年（平成14年）には「バリアお助け隊」という介助ボランティアが結成されたほか、車椅子でもじゃこっぺ踊りのパレードに参加できるように配慮するなど祭りのバリアフリー化が試みられた。
2010年（平成21年）には9時から物販市を開催し、夜9時まで続く祭りになった。また、タレントの稲川淳二が盛り上げ隊長として参加した。2011年（平成23年）には、志摩弁で「元気」や「やる気」を意味する「やい気」と書かれたTシャツを400枚販売し、収益金は東日本大震災の復興支援のために日本赤十字社に寄託した。また、志摩市内の各町の踊りを披露する「志摩のまつり」が初めて開催された。

## 祭りの次第
伊勢えび祭りは、毎年少しずつ変わってきている。以下には、2003年（平成15年）6月7日の第43回の様子について記述する。この回の人出は約4万人であった。
午後1時〜夕方
開幕。じゃこっぺ踊り、伊勢えび放流、餅まき、じゃこっぺ踊りコンテスト
夜
伊勢えび長寿汁の振る舞い、伊勢えび神輿（男神輿・女神輿）、花火で終幕

## 特色
体長6.5m、重さ450kgのはりぼての伊勢えび神輿など、伊勢えび祭には特徴的なものがいくつか見られる。

### じゃこっぺ踊り

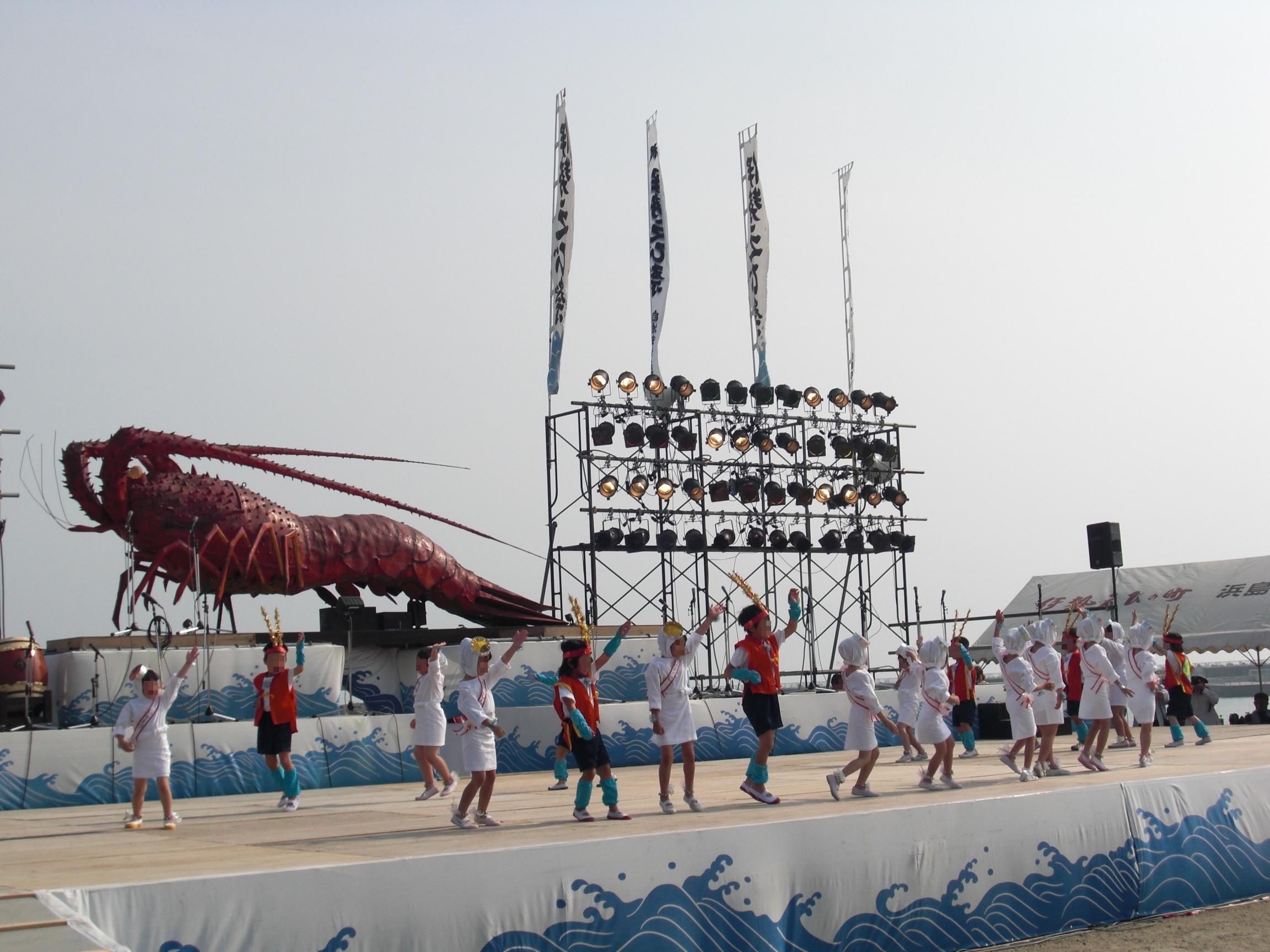
じゃこっぺ踊りを踊る園児（2011年）
浜島幼稚園の園児によるじゃこっぺ踊りの様子。男児は伊勢えび、女児は海女の格好をして踊っている。

1991年（平成3年）に阿波踊りをベースとして創作され、小エビが飛び跳ねる様子を表現した踊りである。軽やかなリズムで「伊勢えび囃子」に合わせて踊る。じゃこっぺとは浜島方言で「エビの稚魚」を意味し、本来は子どもたちによって踊られるものであった。伊勢えび祭の際に披露されるものであるが、1994年（平成6年）には第45回NHK紅白歌合戦、2006年（平成18年）には伊勢おおまつりでもじゃこっぺ踊りが披露された。
2010年（平成22年）の第50回には、子どもじゃこっぺ踊りのほか、約1500人が練り歩く「じゃこっぺ踊りパレード」、じゃこっぺ踊りコンテストが開かれた。

### 伊勢えび長寿汁
伊勢えびをだしに使った味噌汁であり、「海の長老」にあやかって「長寿汁」と名付けられた浜島の新しい名物である。以前は伊勢えび祭の際に無料で振る舞われていたが、現在は有料である。
伊勢えび祭以外でも、浜島と関連するイベントで振る舞われることがある。徳島県海部郡美波町で開かれる「由岐伊勢エビまつり」でも伊勢えびを使った同名の料理が振る舞われているが、浜島のものとは無関係である。

## 交通アクセス
近畿日本鉄道志摩線鵜方駅から三重交通バス宿浦行き乗車、「浜島」下車、徒歩15分。